# أوكنة
الأوكنة أو بلاع أو عيون الطير أو حُزَنْبَل أو عُيون التمر (الاسم العلمي: Ochna) هي جنس من النباتات تتبع الفصيلة الأوكنية من رتبة الملبيغيات.

## أنواع الأوكنة
- أوكنة أحادي السداة
- أوكنة أرجوانية داكنة
- أوكنة زرقاء الأوراق
- أوكنة زغباء
- أوكنة أفزلية
- أوكنة أنيقة
- أوكنة بارونية
- أوكنة بيضوية
- أوكنة حادة الأوراق
- أوكنة جميلة
- أوكنة دقيقة الأزهار
- أوكنة رفيعة
- أوكنة رقيقة الفروع
- أوكنة رملية
- أوكنة زنجفرية
- أوكنة ستولزية
- أوكنة سمبرانية
- أوكنة شجرية
- أوكنة شليبنية
- أوكنة لابتلية
- أوكنة عزلاء
- أوكنة محيرة
- أوكنة غشائية
- أوكنة جلكاء
- أوكنة قزمية
- أوكنة قنابية
- أوكنة كاملة
- أوكنة كبيرة السداة
- أوكنة كبيرة الكأسية
- أوكنة ليمونية
- أوكنة متعددة الأزهار
- أوكنة متعددة الثمار
- أوكنة مدغشقرية
- أوكنة غائرة القمة
- أوكنة منشارية
- أوكنة هدبية
- أوكنة هولستية